# 1,4-二(4-羧基苯氧基)苯
1,4-二(4-羧基苯氧基)苯（化学式：C20H14O6）是一种有机化合物，它可由4-氟苯甲腈和对苯二酚在碳酸钾存在下反应，再经水解制得。它可用于合成聚(1,3,4-噁二唑)及金属有机框架材料。